# Twoim jest serce me
Twoim jest serce me (W hołdzie Richardowi Tauberowi) (edycja polska), Heart's Delight: The Songs of Richard Tauber (edycja międzynarodowa), Mein ganzes Herz: Richard Taubers grosse Erfolge (edycja niemiecka) – album polskiego tenora Piotra Beczały nagrany razem z Royal Philharmonic Orchestra pod dyrekcją Łukasza Borowicza. Płyta została wydana w 2013 roku przez Deutsche Grammophon / Universal Music Polska. To recital Beczały w hołdzie austriackiemu śpiewakowi Richardowi Tauberowi, z najpopularniejszymi melodiami z wiedeńskich operetek Franza Lehára, Imre Kálmána, Roberta Stolza i Johanna Straussa II. 4 września 2013 album uzyskał certyfikat złotej płyty. Płyta otrzymała nominację do nagrody Fryderyk 2014 w kategorii muzyki poważnej "Najlepszy Album Polski Za Granicą".

## Lista utworów
| 1.  | „You are my heart’s delight”                                           | 3:27    |
|     |                                                                        |         |
| 2.  | „Wien, du Stadt meiner Träume”                                         | 4:28    |
|     |                                                                        |         |
| 3.  | „Lippen schweigen” (gośc. Anna Netrebko)                               | 3:20    |
|     |                                                                        |         |
| 4.  | „Komm Zigány, spiel mir ins Ohr”                                       | 5:38    |
|     |                                                                        |         |
| 5.  | „Girls were made to love and kiss”                                     | 3:17    |
|     |                                                                        |         |
| 6.  | „Grüß mir die süßen, die reizenden Frauen im schönen Wien”             | 5:35    |
|     |                                                                        |         |
| 7.  | „Du bist die Welt für mich” (gośc. Richard Tauber)                     | 3:59    |
|     |                                                                        |         |
| 8.  | „Das Lied ist aus”                                                     | 4:04    |
|     |                                                                        |         |
| 9.  | „Freunde, das Leben ist lebenswert” (gośc. Berlin Comedian Harmonists) | 3:18    |
|     |                                                                        |         |
| 10. | „O mia bella Napoli” (gośc. Avi Avital)                                | 4:58    |
|     |                                                                        |         |
| 11. | „Ob blond, ob braun, ich liebe alle Frau’n!”                           | 2:51    |
|     |                                                                        |         |
| 12. | „Ich küsse Ihre Hand, Madame”                                          | 2:33    |
|     |                                                                        |         |
| 13. | „Overhead the moon is beaming” (gośc. Berlin Comedian Harmonists)      | 3:33    |
|     |                                                                        |         |
| 14. | „Ich liebe dich!”                                                      | 4:40    |
|     |                                                                        |         |
| 15. | „Still wie die Nacht”                                                  | 2:50    |
|     |                                                                        |         |
| 16. | „Dein ist mein ganzes Herz!”                                           | 3:24    |
|     |                                                                        |         |
|     |                                                                        | 1:01:55 |
|     |                                                                        |         |